# Beautiful (canção de Shinee)
Beautiful (em coreano: "아름다워") é uma canção interpretada pela boy band sul-coreana Shinee. Foi incluída como uma faixa em seu terceiro álbum de estúdio coreano, Dream Girl – The Misconceptions of You, lançado em 19 de fevereiro de 2013. Foi escolhida como single promocional do álbum, depois do lançamento do primeiro single e faixa-título, "Dream Girl".

## Produção
"Beautiful" foi escrita e produzida por uma equipe de compositores, que incluiu Andrew Choi, Richard Garcia, Cha Yong-un, bem como Teddy Riley, que tinha estabelecido laços com a SM Entertainment depois de produzir "The Boys" e "What Is Love" do EXO entre muitas outras canções. A letra foi escrita por Cha Yong-un, juntamente com Choi Minho que também forneceu as letras de rap para outras cinco músicas do álbum. A coreografia que acompanha "Beautiful" e "Dream Girl" foi criada pelo renomado coreógrafo norte-americano, Tony Testa, que já trabalhou com Shinee em Sherlock.

## Recepção
O colunista da Billboard K-pop, Jeff Benjamin escreveu que "o álbum é um triunfo que nunca falta em energia e equilibra acenos de 80 estrelas da música pop e com visão de futuro pop" e que "gosta das faixas "Beautiful" e "Runaway" combinam elementos de produção eletrônicas únicas sobre harmonias de boy band açucaradas para criar música pop durante todo o ano".
A colunista do Seoulbeats consideradou "Beautiful" como sua faixa favorita e uma das duas melhores músicas do álbum, juntamente com "Dynamite". "...“Beautiful” como seu nome indica; os vocais são maravilhosamente macios e deslizam suavemente sobre o instrumental sem afundar nele, algo que é uma preocupação constante em “Dream Girl”..."

## Promoção
A primeira apresentação de "Beautiful" foi no comeback de "Dream Girl", que foi transmitido ao vivo em 23 de fevereiro de 2013, juntamente com as performances de "Aside" e "Dream Girl". A canção mais tarde foi apresentada como single promocional, juntamente com "Dream Girl" em vários programas, incluindo Music Bank, Inkigayo, Show! Music Core, M! Countdown e Show Champion.

## Desempenho nas paradas
| Gráfico                        | Melhores posições |
| ------------------------------ | ----------------- |
| Gaon Weekly singles            | 32                |
| Gaon Download Singles chart    | 22                |
| K-Pop Billboard Weekly singles | 54                |